# Jean-Philippe Mateta
Jean-Philippe Mateta (sinh ngày 28 tháng 6 năm 1997) là một cầu thủ bóng đá chuyên nghiệp người Pháp hiện đang thi đấu ở vị trí tiền đạo cho câu lạc bộ Crystal Palace tại Premier League.

## Thời niên thiếu
Mateta sinh ra ở Sevran, có cha là người Congo và mẹ là người Pháp. Cha anh là cựu cầu thủ bóng đá chuyên nghiệp từng chơi ở Congo và Liège, Bỉ.

## Sự nghiệp câu lạc bộ

### Lyon
Vào tháng 9 năm 2016, Mateta ký hợp đồng 5 năm với Lyon tại Ligue 1 từ Châteauroux với mức phí chuyển nhượng là 2 triệu euro cùng 3 triệu euro chi phí phụ để thay thế Alexandre Lacazette. Câu lạc bộ cũ của anh cũng giữ lại điều khoản bán lại 20%. Mateta chơi trận ra mắt cho Lyon vào ngày 21 tháng 9 năm 2016 trong trận chiến thắng 5–1 trên sân nhà trước Montpellier khi thay thế Maxwel Cornet ở phút thứ 76. Anh đã chơi trận đấu tiếp theo của mình bốn tháng sau đó tại Coupe de France khi một lần nữa vào sân thay Cornet trong trận chiến thắng 5–0 trên sân nhà trước Montpellier ở phút thứ 76. Anh có mặt lần đầu tiên trong đội hình xuất phát trong trận thua 2–1 trên sân nhà trước AS Monaco tại Ligue 1 vào ngày 23 tháng 4 năm 2017 và chơi 65 phút trước khi bị Mathieu Valbuena thay thế.

#### Cho mượn tại Le Havre
Vào tháng 7 năm 2017, Mateta gia nhập câu lạc bộ Ligue 2 Le Havre theo dạng cho mượn trong một mùa giải. Anh ghi được 19 bàn thắng trong 37 trận đấu tại Ligue 2 trong suốt mùa giải 2017–18.

### Mainz 05
Mateta chuyển đến câu lạc bộ Bundesliga Mainz 05 trong mùa giải 2018–19 với hợp đồng có thời hạn đến năm 2022. Trong mùa giải đầu tiên, anh ra sân tất cả 34 trận đấu ở giải VĐQG và là cầu thủ ghi nhiều bàn thắng nhất cho đội với 14 bàn thắng. Trong kỳ nghỉ hè tiếp theo, hợp đồng của anh được gia hạn cho đến ngày 30 tháng 6 năm 2023. Vào cuối tháng 7 năm 2019, Mateta dính chấn thương đầu gối trong thời gian chuẩn bị cho mùa giải 2019–20. Sau một ca phẫu thuật, anh trở lại sân cỏ vào giữa tháng 12 năm 2019. Trong mùa giải bị gián đoạn do đại dịch COVID-19, anh đã ghi 3 bàn sau 18 trận ở giải VĐQG. Trong nửa đầu mùa giải 2020–21, anh ghi bàn 7 bàn sau 15 trận, bao gồm một cú hat-trick hoàn hảo vào lưới SC Freiburg vào ngày thi đấu thứ 8, chính thức lập cú hat-trick hoàn hảo đầu tiên của một cầu thủ Mainz ở Bundesliga.

### Crystal Palace

#### 2021–2023: Những mùa giải đầu tiên
Vào ngày 21 tháng 1 năm 2021, Mateta gia nhập câu lạc bộ Premier League Crystal Palace theo dạng cho mượn ban đầu có thời hạn 18 tháng. Crystal Palace được báo cáo là đã trả khoản phí cho vay 3 triệu euro và đảm bảo một tùy chọn ký hợp đồng vĩnh viễn với Mateta với số tiền 15 triệu euro. Mateta đã chơi trận ra mắt cho Crystal Palace vào ngày 8 tháng 2 trong trận thua 2–0 trên sân khách trước Leeds United. Vào ngày 22 tháng 2 năm 2021, Mateta đã ghi bàn thắng đầu tiên cho Palace với một cú đánh gót trong chiến thắng 2–1 trên sân khách trước đối thủ Brighton & Hove Albion. Vào ngày 31 tháng 1 năm 2022, Crystal Palace ký hợp đồng vĩnh viễn với anh.
Trong mùa giải 2022–23, Mateta chỉ ra sân sáu lần trong giải đấu khi Odsonne Édouard được ưu tiên ở hàng tiền đạo của Crystal Palace. Vào ngày 1 tháng 4 năm 2023, Mateta vào sân từ băng ghế dự bị và ghi bàn thắng quyết định vào phút cuối trước Leicester City để giúp Palace chấm dứt chuỗi mười ba trận không thắng tại Premier League khi Roy Hodgson trở lại câu lạc bộ, và cũng đồng thời chấm dứt chuỗi 28 lần ra sân không ghi bàn của chính mình.

## Sự nghiệp quốc tế
Vào ngày 3 tháng 6 năm 2024, Mateta được HLV Thierry Henry triệu tập vào đội tuyển tạm thời của Pháp trước Thế vận hội Mùa hè ở Paris. Anh được chọn vào đội hình chính thức với tư cách là một trong ba cầu thủ quá tuổi. Trong giải đấu bóng đá nam trong khuôn khổ Thế vận hội Mùa hè, anh đã ghi bàn thắng duy nhất trong trận tứ kết với Argentina để đưa Pháp vào vòng bán kết. Trong trận bán kết với Ai Cập, anh đã lập một cú đúp để giúp Pháp giành chiến thắng 3–1 và tiến vào chung kết. Anh đã ghi bàn gỡ hòa ở phút thứ 93 trong trận chung kết với Tây Ban Nha để đưa trận đấu vào hiệp phụ, thế nhưng, Tây Ban Nha đã giành chiến thắng 5–3 và đồng thời giành chức vô địch giải bóng đá nam Thế vận hội.

## Thống kê sự nghiệp
Tính đến 1 tháng 9 năm 2024
| Câu lạc bộ            | Mùa giải            | Giải vô địch         | Giải vô địch | Giải vô địch | Cúp quốc gia | Cúp quốc gia | Cúp Liên đoàn | Cúp Liên đoàn | Tổng cộng | Tổng cộng |
| Câu lạc bộ            | Mùa giải            | Hạng đấu             | Trận         | Bàn          | Trận         | Bàn          | Trận          | Bàn           | Trận      | Bàn       |
| --------------------- | ------------------- | -------------------- | ------------ | ------------ | ------------ | ------------ | ------------- | ------------- | --------- | --------- |
| Châteauroux           | 2015–16             | Championnat National | 22           | 11           | 0            | 0            | 0             | 0             | 22        | 11        |
| Châteauroux           | 2016–17             | Championnat National | 4            | 2            | 0            | 0            | 1             | 3             | 5         | 5         |
| Châteauroux           | Tổng cộng           | Tổng cộng            | 26           | 13           | 0            | 0            | 1             | 3             | 27        | 16        |
| Lyon                  | 2016–17             | Ligue 1              | 2            | 0            | 1            | 0            | 0             | 0             | 3         | 0         |
| Le Havre (mượn)       | 2017–18             | Ligue 2              | 37           | 19           | 1            | 1            | 0             | 0             | 38        | 20        |
| Mainz 05              | 2018–19             | Bundesliga           | 34           | 14           | 2            | 0            | —             | —             | 36        | 14        |
| Mainz 05              | 2019–20             | Bundesliga           | 18           | 3            | 0            | 0            | —             | —             | 18        | 3         |
| Mainz 05              | 2020–21             | Bundesliga           | 15           | 7            | 2            | 3            | —             | —             | 17        | 10        |
| Mainz 05              | Tổng cộng           | Tổng cộng            | 67           | 24           | 4            | 3            | —             | —             | 71        | 27        |
| Crystal Palace (mượn) | 2020–21             | Premier League       | 7            | 1            | —            | —            | —             | —             | 7         | 1         |
| Crystal Palace (mượn) | 2021–22             | Premier League       | 7            | 1            | —            | —            | —             | —             | 7         | 1         |
| Crystal Palace (mượn) | Tổng cộng           | Tổng cộng            | 14           | 2            | —            | —            | —             | —             | 14        | 2         |
| Crystal Palace        | 2021–22             | Premier League       | 15           | 4            | 5            | 2            | 1             | 0             | 21        | 6         |
| Crystal Palace        | 2022–23             | Premier League       | 29           | 2            | 1            | 0            | 2             | 0             | 32        | 2         |
| Crystal Palace        | 2023–24             | Premier League       | 35           | 16           | 2            | 0            | 2             | 3             | 39        | 19        |
| Crystal Palace        | 2024–25             | Premier League       | 3            | 0            | 0            | 0            | 1             | 2             | 4         | 2         |
| Crystal Palace        | Tổng cộng           | Tổng cộng            | 96           | 24           | 8            | 2            | 6             | 5             | 110       | 31        |
| Tổng cộng sự nghiệp   | Tổng cộng sự nghiệp | Tổng cộng sự nghiệp  | 228          | 80           | 14           | 6            | 6             | 6             | 248       | 94        |

1. ↑  Bao gồm Coupe de France, DFB-Pokal và FA Cup
2. ↑  Bao gồm Coupe de la Ligue và EFL Cup

## Danh hiệu
Crystal Palace
- FA Cup: 2024–25[28]
- FA Community Shield: 2025[29]

U-23 Pháp
- Huy chương bạc Thế vận hội Mùa hè: 2024[26]